# Mus platythrix
Mus platythrix és una espècie de mamífer rosegador de la família dels múrids. És endèmic de l'Índia, on viu a altituds d'entre 0 i 2.000 msnm. Es tracta d'un animal nocturn. Ocupa una gran varietat d'hàbitats, amb l'única excepció dels deserts freds. És una espècie en risc mínim, és a dir, no sembla que hi hagi cap amenaça significativa per a la seva supervivència. El seu nom específic, platythrix, significa ‘pèl pla’ en llatí.